# The Art of Breaking
The Art Of Breaking es el tercer álbum de estudio de la banda de rock. Thousand Foot Krutch, el álbum fue lanzado por Tooth & Nail Records el 19 de julio de 2005.
La banda se aleja del rap rock como en sus álbumes anteriores, quitando el rap. Y haciéndolo con sonidos de rock más convencionales, así como metal pesado. La canción Move
es la que dio un éxito en el álbum. Y además es la única canción del álbum con un video musical.
La portada del álbum viene siendo la mujer del video musical.

## Lista de canciones
| Album release |                       |          |  |
| N.º           | Título                | Duración |  |
| 1.            | «Absolute»            | 3:19     |  |
| 2.            | «Slow Bleed»          | 3:14     |  |
| 3.            | «The Art Of Breaking» | 3:19     |  |
| 4.            | «Stranger»            | 3:48     |  |
| 5.            | «Hurt»                | 4:44     |  |
| 6.            | «Hand Grenade»        | 4;13     |  |
| 7.            | «Move»                | 3:28     |  |
| 8.            | «Hit The Floor»       | 3:48     |  |
| 9.            | «Go»                  | 3:46     |  |
| 10.           | «Make Me A Believer»  | 2:49     |  |
| 11.           | «Breathe You In»      | 4:19     |  |

## Personal
- Trevor McNevan - vocalista, guitarrista
- Steve Augustine - baterista
- Joel Bruyere - bajista